# حسن وبقلظ (فلم)
حسن وبقلظ فيلم مصري من إنتاح عام 2016 بطولة كريم فهمي وعلي ربيع ويشاركه في الفيلم كلا من يسرا اللوزي ومصطفى خاطر ومحمد أسامة و احمد فؤاد سليم و بيومي فؤاد

## أحداث الفيلم
تدور أحداث القصة حول شقيقين ملتصقين ببعضهما البعض (علي ربيع، كريم فهمي)، تقع معهما العديد من المواقف الكوميدية، يتورط معهما ابن خالتهما (محمد أسامة) وفي مشاكلهما و"حسن" (كريم فهمي) يقع في الحب مع فتاة تدعي "كاميليا" (يسرا اللوزي) ولها شقيق يدعي "كريم" (مصطفى خاطر) وتدور الاحداث في اطار كوميدي.

## الممثلين
- علي ربيع: بقلظ
- كريم فهمي: حسن
- أحمد عبد المجيد: مروان
- يسرا اللوزي: كاميليا
- مصطفى خاطر: كريم
- أوس أوس: ياسر
- بيومي فؤاد: الدكتور
- مظهر أبو النجا: شاويش الجيش
- نسرين أمين: فتاة الكبارية
- أحمد فؤاد سليم: رياض
- محمد أنور: ضيف شرف
- أحمد فهمي: ضيف شرف
- شيكو: ضيف شرف
- هشام ماجد: ضيف شرف

## روابط خارجية
- مقالات تستعمل روابط فنية بلا صلة مع ويكي بيانات